# Chaînon de la Royal Society
Le chaînon de la Royal Society (Royal Society Range) est un massif de montagnes s'élevant jusqu'à 4 025 m sur la côte ouest du détroit de McMurdo, entre les glaciers Koettlitz, Skelton et Ferrar. La première personne à voir cette montagne fut probablement le capitaine James Clark Ross en 1841.
Exploré par l'expédition Discovery (1901-1904) mené par l'explorateur Robert Falcon Scott, qui la nomma en honneur de la Royal Society (plusieurs des pics ont des noms de quelques membres de la société qui finança l'expédition et fit partie du comité qui l'organisa).

## Principaux sommets

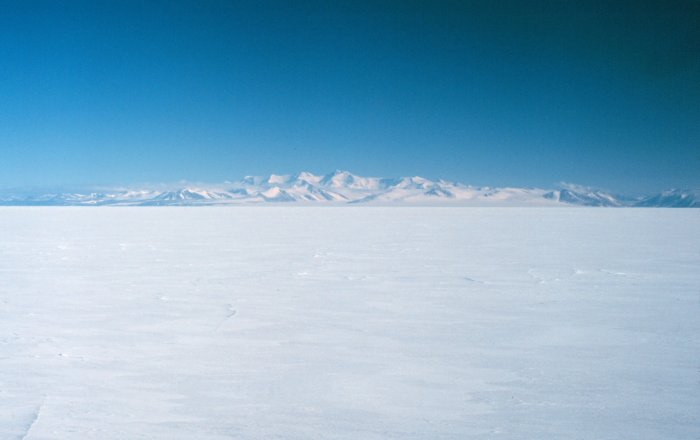
Vue du massif de montagnes depuis la mer de Ross.

- Mont Lister, 4 025 m
- Mont Rucker, 3 816 m
- Mont Hooker, 3 800 m
- Mont Huggins, 3 736 m
- Borg Bastion, 3 730 m
- Mont Roper, 3 660 m
- Puke Toropa Mountain, 3 465 m

## Source
- (en) Cet article est partiellement ou en totalité issu de l’article de Wikipédia en anglais intitulé « Royal Society Range » (voir la liste des auteurs).